# Un élève doué (film)
Pour les articles homonymes, voir Un élève doué.
Pour plus de détails, voir Fiche technique et Distribution.
Un élève doué ou L'élève doué au Québec (Apt Pupil) est un film américano-canado-français réalisé par Bryan Singer et sorti en 1998. Cette adaptation de la nouvelle du même nom de Stephen King met en scène Ian McKellen et Brad Renfro dans les rôles principaux.
Il est présenté à la Mostra de Venise 1998. Le film reçoit des critiques mitigées et ne performe pas au box-office.

## Synopsis
1984. Âgé de 16 ans, Todd Bowden est élève dans un lycée de Californie du Sud. Il découvre un jour que son voisin Arthur Denker est en réalité Kurt Dussander, un criminel de guerre nazi. Au lieu de le dénoncer, Todd va le faire chanter. Fasciné par la Shoah, le jeune homme insiste pour que l'ancien Sturmbannführer lui parle de son expérience en tant que responsable d'un camp de concentration. Ils vont alors tous les deux évoluer vers une relation malsaine et parasitaire.

## Fiche technique
Sauf indication contraire, les informations mentionnées dans cette section peuvent être confirmées par la base de données cinématographiques IMDb,  présente dans la section « Liens externes ».
- Titre original : Apt Pupil
- Titre français : Un élève doué
- Titre québécois : L'élève doué
- Réalisation : Bryan Singer
- Scénario : Brandon Boyce, d'après la nouvelle Apt Pupil de Stephen King
- Montage et musique : John Ottman
- Décors : Richard Hoover
- Costumes : Louise Mingenbach
- Photographie : Newton Thomas Sigel
- Production : Jane Hamsher, Don Murphy et Bryan Singer
- Sociétés de production : Phoenix Pictures, Bad Hat Harry Productions et Canal+ Droits Audiovisuels
- Sociétés de distribution : TriStar (États-Unis), Columbia TriStar Films (France)
- Budget : 14 000 000 $[2]
- Pays de production :  États-Unis,  Canada,  France
- Langue originale : anglais
- Format : Couleurs - 2,35:1 - Dolby Digital / SDDS - 35 mm
- Genre : drame, thriller
- Durée : 111 minutes
- Dates de sortie : 
  - Italie : 9 septembre 1998 (Mostra de Venise)
  - États-Unis : 23 octobre 1998
  - France : 20 janvier 1999
- Classification[3] :
  - États-Unis : R - Restricted
  - France : interdit aux moins de 16 ans

## Distribution
- Brad Renfro : (VF : Alexis Tomassian) : Todd Bowden
- Ian McKellen (VF : Pierre Semmler) : Kurt Dussander
- David Schwimmer : (VF : Jean-Luc Kayser) : Edward French
- Ann Dowd (VF : Josiane Pinson) : Monica Bowden
- Bruce Davison (VF : Claude Giraud) : Richard Bowden
- Elias Koteas (VF : Marc Alfos) : Archie
- Joe Morton (VF : Philippe Dumond) : Dan Richler
- Jan Tříska (VF : Jean Lescot) : Isaac Weiskopf
- Michael Byrne (VF : Serge Lhorca) : Ben Kramer
- Heather McComb (VF : Léa Gabriele) : Becky Trask
- Joshua Jackson (VF : Christophe Lemoine) : Joey
- James Karen : Victor Bowden
- Marjorie Lovett : Agnes Bowden
- David Cooley (VF : Patrick Mancini) : le professeur de sport

## Production

### Développement du projet
Après la publication d'Un élève doué dans le recueil Différentes Saisons (1982), les droits d'adaptation sont achetés par le producteur Richard Kobritz. Kobritz rencontre d'abord James Mason pour jouer le rôle de Kurt Dussander mais l'acteur meurt en 1984. Il propose ensuite le rôle à Alec Guinness et Paul Scofield mais tous deux déclinent l'offre. C'est alors Nicol Williamson qui est choisi pour le rôle alors que Rick Schroder interprète Todd Bowden. Le tournage commence en juillet 1987 sous la direction d'Alan Bridges mais doit être abandonné au bout de dix semaines car la société de production Granat Releasing fait faillite,. Richard Kobritz cherche un autre financement en distribuant des cassettes lors d'un festival américain du film mais, quand une occasion se présente l'année suivante, Schroder a considérablement changé physiquement et le projet est alors abandonné. Il subsiste 40 minutes de pellicules de ce projet.
Bryan Singer a lu Un élève doué quand il avait 19 ans et, une fois devenu réalisateur, cherche à l'adapter. Il demande à son ami Brandon Boyce d'écrire un scénario et, quand les droits d'adaptation achetés par Richard Kobritz expirent en 1995, il envoie à Stephen King une première version du scénario ainsi qu'une copie de son film Usual Suspects,. L'écrivain est impressionné et accepte de céder les droits pour un dollar symbolique. Bryan Singer voit le récit comme « une étude de la cruauté » et affirme qu'il « aime l'idée de la nature contagieuse du mal… La notion que n'importe qui a en lui la capacité d'être cruel s'il est motivé correctement est un concept effrayant… Le propos n'est pas le fascisme ou le nazisme. C'est la cruauté et la capacité à commettre des actes horribles, à vivre avec et à être investi par eux ». Il prépare son film en lisant des livres tels que Les Bourreaux volontaires de Hitler.

### Attribution des rôles
Bryan Singer invite Ian McKellen à jouer le rôle du criminel de guerre nazi après l'avoir vu dans La Ferme du mauvais sort (1995). L'acteur britannique accepte car il a été impressionné par le précédent film du réalisateur, Usual Suspects, et car il trouve le rôle « consistant et difficile » à la fois. Bryan Singer commente son choix d'acteur en expliquant : « Je savais que s'il pouvait associer sa complexité et son côté original à ce personnage d'Allemand stoïque cela créerait un personnage qui, bien que malfaisant, recueillerait plus de sympathie et serait plus agréable à regarder par les spectateurs ».
Pour le rôle de Todd Bowden, Bryan Singer auditionne environ 200 jeunes gens et choisit Brad Renfro car il est « le plus brillant, le plus intense et le plus authentique. Il avait non seulement l'intensité que je demandais, mais il pouvait aussi transmettre le sentiment de quelqu'un de creux, ce vaisseau vide qu'il devait devenir à la fin du film ». Jouer un personnage aussi manipulateur modifie temporairement l'état d'esprit du jeune acteur, au point que son entourage s'en inquiète.
David Schwimmer, surtout connu pour son rôle de Ross Geller dans Friends, est choisi par Bryan Singer car celui-ci a été impressionné par son interprétation dans une pièce de théâtre. Avant lui, Kevin Pollak avait été évoqué pour le rôle du conseiller d'éducation Edward French.

### Tournage
Bryan Singer refuse les propositions de diriger The Truman Show et Ennemis rapprochés pour poursuivre son projet. Il est aidé financièrement par le producteur Scott Rudin et la compagnie Spelling Films. Le début du tournage est prévu pour juin 1996 mais cette date est repoussée, puis le tournage est annulé, en raison de désaccords financiers et artistiques entre Bryan Singer et Scott Rudin,. Les producteurs Don Murphy et Jane Hamsher cherchent donc un autre financement, finalement fourni à hauteur de 14 000 000 $ par la société de production Phoenix Pictures. Le tournage se déroule à partir de mars 1997 à Altadena, dans la banlieue de Los Angeles.
Un incident survient dès le début des prises de vue, le 2 avril, lorsque Singer filme une scène de douche au cours de laquelle Todd Bowden — obsédé par les histoires horrifiques de Dussander — imagine ses camarades de classe comme des prisonniers juifs dans une chambre à gaz. Deux semaines plus tard, un jeune figurant de 14 ans engage une action en justice contre Singer en prétendant que celui-ci l'a forcé, ainsi que d'autres figurants, à tourner nu pour cette scène. Deux autres adolescents de 16 et 17 ans se joignent plus tard à la plainte, se prétendant traumatisés par l'expérience. Des rumeurs circulent selon lesquelles les garçons auraient subi des avances sexuelles et les informations télévisées locales ainsi que les tabloïds s'emparent de la controverse. Une enquête policière est menée à l'issue de laquelle le procureur de district classe le dossier criminel sans suite, affirmant que « les suspects accomplissaient leur travail aussi rapidement et efficacement que possible » et qu'il n'y avait « aucune indication d'intention sexuelle anormale ou obscène ». Le dossier civil est par la suite lui aussi classé en raison du manque de preuves. La scène de la douche est filmée à nouveau avec des figurants adultes afin que le tournage puisse se terminer dans les délais,.

## Sortie et accueil

### Dates de sortie et box-office
Une projection privée du film est organisée au Museum of Tolerance de Los Angeles afin que des rabbins et des spécialistes de l'Holocauste donnent leur avis sur le film. Devant leurs réactions globalement positives, la sortie est planifiée pour le mois de février 1998. TriStar, le distributeur du film, la repousse finalement à l'automne, période qu'il estime plus propice par rapport à la gravité des thèmes abordés dans le film, dans l'espoir d'être en compétition pour des récompenses prestigieuses comme les Oscars du cinéma. La première mondiale a lieu le 9 septembre à la Mostra de Venise.
Le film sort en Amérique du Nord le 23 octobre dans 1 448 salles et ne se classe le week-end de sa sortie qu'au 9e rang en termes de recettes. Il est considéré comme un échec commercial, ne rapportant que 10 320 887 $ dans le monde entier dont 8 863 193 $ au box-office américain. Il réalise également un nombre d'entrées très faible en Europe, attirant à peine 236 775 spectateurs sur ce continent, dont 109 540 en Italie, 41 811 en Espagne, 34 610 en France et 21 029 au Royaume-Uni.

### Accueil critique
Un élève doué obtient des critiques mitigées, recueillant 53 % de critiques positives, avec une note moyenne de 6/10 et sur la base de 55 critiques collectées, sur le site internet Rotten Tomatoes. Il obtient un score de 51/100, sur la base de 21 critiques, sur Metacritic. En France, le film obtient une note moyenne de 3,4/5 sur la revue de presse d'Allociné.
Parmi les critiques positives, Kim Newman, écrivant pour Empire, évoque un film porté par l'interprétation « percutante et évocatrice » de Ian McKellen et qui « fait suffisamment réfléchir pour susciter l'intérêt ». Pour Damien Mercereau, du Figaro, le film « préserve l’essentiel » du récit, « retrace habilement la descente aux enfers d’un adolescent érudit » et c'est l'une des cinq meilleures adaptations de Stephen King. Lisa Schwartzbaum, d'Entertainment Weekly, estime que cette histoire « dérangeante » a une « profonde résonance morale » et s'aborde comme un puzzle dans lequel la patience est récompensée. L'Écran fantastique évoque « une perle vénéneuse », magnifiée par la « photographie magnifique de Newton Thomas Sigel » et la « musique envoûtante de John Ottman », qui « ne laisse pas indemne ». Pour Janet Maslin, du New York Times, Bryan Singer « apporte son savoir-faire éblouissant et sa précision clinique à une histoire dans laquelle la malfaisance rusée ne connaît pas de limites » et Ian McKellen est « irrésistible ».
Parmi les critiques mitigées, Jean-Baptiste Herment, de Mad Movies, estime que l'interprétation de Ian McKellen « impressionne par sa justesse » et que le film comporte « quelques séquences glaçantes » mais « peine à convaincre » en grande partie à cause de son « scénario trop schématique » qui prend avec l'œuvre originale quelques libertés « qui jouent rarement en sa faveur ». Pour Roger Ebert, du Chicago Sun-Times, le film est bien réalisé et interprété mais manque d'un message social clair, se complaisant même parfois dans l'opportunisme, et se révèle ainsi « indigne de son sujet ». Todd McCarthy, de Variety, estime que le film comporte « suffisamment de scènes dramatiques glaciales pour capter l'attention mais souffre d'artificialités dans son intrigue et d'insuffisances dans les motivations de ses personnages ».
Du côté des critiques négatives, Laurent Vachaud, de Positif, évoque un « faux-pas immature » de la part de Bryan Singer, dénonçant notamment « plusieurs invraisemblances entamant la crédibilité du sujet » et le « caractère trop prévisible de la progression dramatique ». Pour Jean-François Rauger, du Monde, c'est « un film superficiel et antipathique » qui s'appuie sur une idée forte mais n'arrive pas à l'exploiter convenablement. Michael O'Sullivan, du Washington Post, estime que le scénario est « absurde », notamment dans son postulat de départ, et que le film « échoue à répondre aux questions qu'il soulève sur la nature du mal ». Pierre Murat, de Télérama, « éprouve une gêne croissante devant ce film effarant » qui « vire au Grand-Guignol pénible ».

## Distinctions

### Récompenses
| Année                 | Cérémonie ou récompense                 | Prix            | Lauréat(es) |
| --------------------- | --------------------------------------- | --------------- | ----------- |
| 1998                  | Festival international du film de Tokyo | Meilleur acteur | Brad Renfro |
| 1999                  |                                         |                 |             |
| Saturn Awards         | Meilleur film d'horreur                 |                 |             |
| Saturn Awards         | Meilleur acteur dans un second rôle     | Ian McKellen    |             |
| Critics Choice Awards | Meilleur acteur                         | Ian McKellen    |             |
| FFCC Awards           | Meilleur acteur                         | Ian McKellen    |             |

### Nominations
| Année                             | Cérémonie ou récompense | Prix          | Nommé(es) |
| --------------------------------- | ----------------------- | ------------- | --------- |
| 1999                              |                         |               |           |
| Saturn Awards                     | Meilleure réalisation   | Bryan Singer  |           |
| Saturn Awards                     | Meilleur scénario       | Brandon Boyce |           |
| Saturn Awards                     | Meilleur jeune acteur   | Brad Renfro   |           |
| International Horror Guild Awards | Meilleur film           |               |           |

## Analyse

### Différences entre le film et le roman
L'action du roman commence en 1974, alors que Todd Bowden est âgé de treize ans, et se termine alors qu'il est dans sa dernière année de lycée, alors que dans le film, l'action se place en 1984 et Todd est déjà dans sa dernière année de lycée. Dans le roman, Todd et Dussander commettent, chacun de leur côté, plusieurs meurtres, alors que cela est réduit dans le film au meurtre d'un sans-abri par Dussander et Todd, Bryan Singer expliquant à ce sujet qu'il avait cherché à réduire la violence présente dans le livre. Les scènes de cauchemars où Todd rêve qu'il viole et torture des jeunes filles ont été remplacées par des scènes beaucoup plus édulcorées,. Quand Edward French découvre dans le roman que Todd l'a dupé et lui demande des explications, le garçon le tue froidement et est pris ensuite de folie homicide avant d'être finalement abattu par la police, alors que la fin est totalement différente dans le film. Stanley Wiater, dans The Complete Stephen King Universe, écrit à ce sujet que Todd est ainsi encore plus pervers dans le film et que la fin, bien que moins brutale, est encore plus sombre. À l'inverse, Scott Von Doviak estime dans Stephen King Films FAQ que le final « manque de nerf » en occultant les tendances homicides de Todd.

### Nazisme et Holocauste
L'obsession du nazisme et de la Shoah qui transparaît dans Un élève doué résulte du lien paternel existant entre Kurt Dussander et Todd Bowden. De tels liens sont un thème récurrent dans les œuvres de Stephen King, « la représentation du mal chez King exigeant souvent un lien fort existant entre un homme (souvent dans le rôle du père ou de substitut paternel) et un individu plus jeune et, à l'origine, innocent qui est initié au péché ». Dans le film, l'année 1984 met en lumière, en plus de sa dimension orwellienne, l'époque de l'histoire américaine où la Shoah était traitée comme faisant partie d'un cours tenant sur une semaine qui n'était pas remis en cause par un auto-questionnement plus profond. L'obsession de Todd pour la Shoah est un thème majeur où il apparaît que le passé prend le pas sur le présent. La première scène du film montre comment Todd voit l'histoire comme un simulacre qu'il peut adapter de son point de vue, comme le prouve son identification aux Nazis qu'il étudie. Même si l'histoire devient par la suite réelle pour lui, il la perçoit à travers ses perpétrateurs et non ses victimes, ce qui le définit comme « doué » dans le sens d'une « tendance naturelle en direction d'un comportement peu recommandable ».
Le langage est ici un moyen de transmettre la corruption à travers les horribles histoires que raconte Dussander à Todd qui, en y prêtant l'oreille, devient une « extension vampirique du mal » que Dussander expose. Cette transmission orale les conduit tous les deux à avoir des cauchemars qui, pour Todd, sont un signe que « le passé remplace le présent ». L'un des thèmes principaux du film est qu'une « porte qui est ouverte ne peut plus être refermée », image qui se réfère à la confession de Dussander sur les ordres que l'on doit suivre sans avoir aucun contrôle sur eux. Ce thème se répercute aussi dans la scène où Todd oblige Dussander à revêtir un uniforme SS et à marcher au pas. Dussander continue à marcher en dépit des injonctions de Todd pour qu'il s'arrête, comme dans le poème L'Apprenti sorcier dans lequel l'apprenti emploie la magie pour enchanter des balais mais n'a pas la compétence nécessaire pour les arrêter. Cette scène est « le tournant du film aussi bien au point de vue symbolique que littéral ».

### Sadomasochisme et homoérotisme
Le sado-masochisme, l'homoérotisme et l'homophobie sont mis en avant dans la version de Bryan Singer du roman de Stephen King. Le visage du mal, représenté par le nazisme, est souvent décrit comme « inné par essence et surnaturellement rusé » mais aussi « d'une façon plus détournée, mélangeant dangereusement les frontières entre homoérotisme et homosexualité ». Les atrocités nazies sont représentées dans le film à travers des « anomalies » sexuelles et une série de dichotomies binaires : « le normal contre le monstrueux, l'hétérosexualité contre l'homosexualité, et la bonne santé contre la maladie ». Une dichotomie supplémentaire, le bourreau (masculin) contre la victime (féminine), reflète la lutte de pouvoir, changeante, entre Todd et Dussander, le film se révélant être ambivalent entre l'homoérotisme et l'homophobie tout en montrant le lien existant entre l'homophobie et la façon dont les victimes masculines de l'Holocauste sont dépeintes.
Les deux personnages principaux du film sont ensemble à l'écran la plupart du temps, ce qui intensifie ainsi leur intimité homoérotique qui est « ponctuée par la crainte du contact avec le monstrueux ». Cet homoérotisme est encore renforcé par la mise en valeur du corps de Todd, comme dans la première scène du film où Todd est dans sa chambre par une nuit d'orage et où « l'éclairage vient le fétichiser ». Cette description crée un dualisme par lequel il est simultanément « dangereux et mis en danger » à travers ses liens à la fois homophobes et homoérotiques avec le nazisme. Dans la scène où Todd fait marcher Dussander dans son uniforme nazi, on présente tout d'abord Todd dans une position « dominante et voyeuriste » alors que Dussander est « l'objet de son regard », scène d'un homoérotisme latent. Quand Dussander accélère sa marche alors que Todd lui demande de s'arrêter, le plan cinématographique, qui s'accélère également, montre l'inversion du rapport de puissance entre eux deux, Todd perdant le contrôle de son pouvoir sadique sur Dussander.